# Addison Thomas Millar

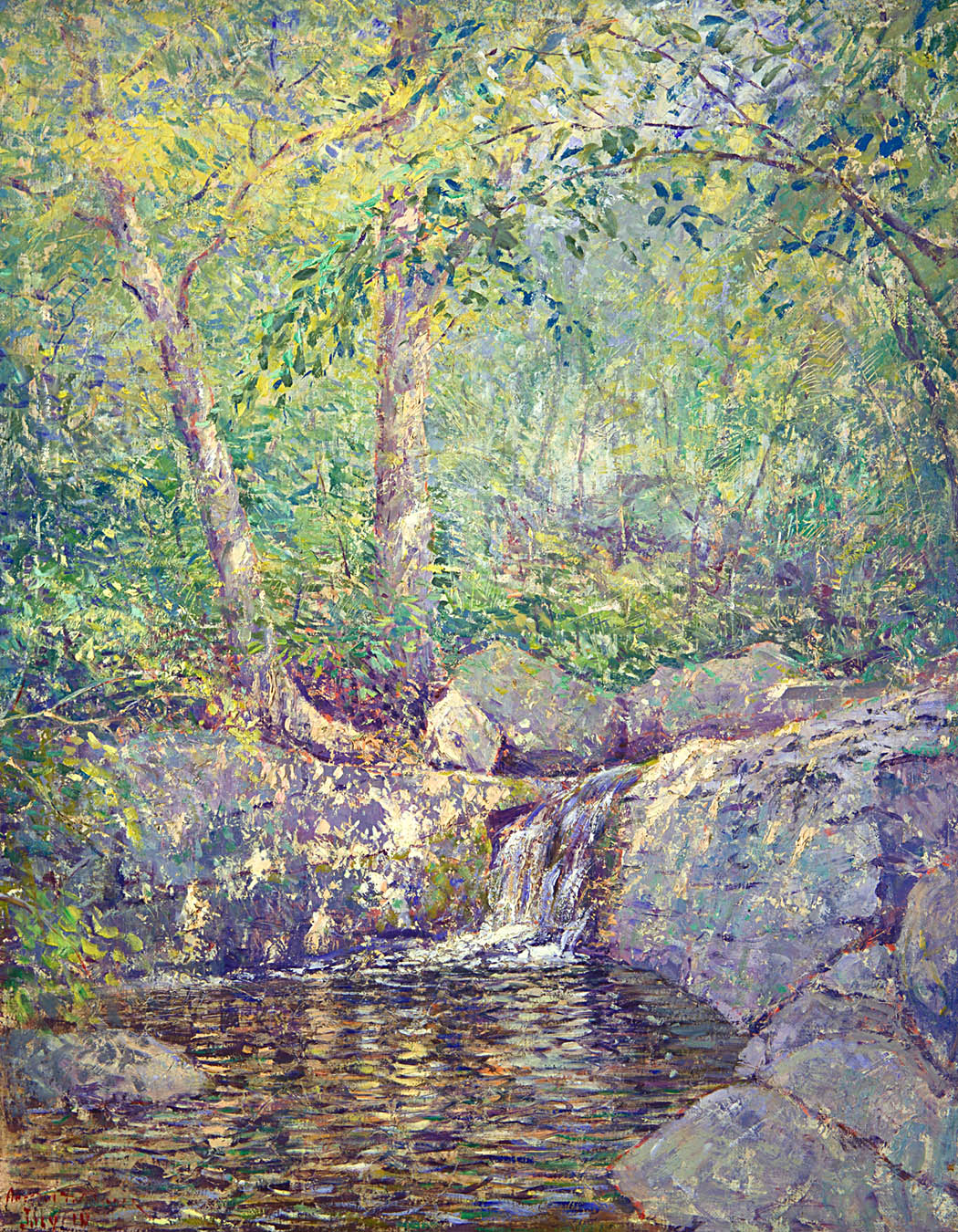
Addison Thomas Millar: The Waterfall (1919). Smithsonian American Art Museum

Addison Thomas Millar (* 4. Oktober 1860 in Bazetta Township, Trumbull County, Ohio; † 8. September 1913 in South Norwalk, Connecticut) war ein US-amerikanischer Maler und Radierer, der vor allem für seine Genre- und Orientmalerei bekannt ist.

## Leben
Addison Millar wuchs in Warren, Ohio, auf. Er erhielt erste Zeichenstunden bei John Bell in Warren und gewann in seinen späten Teenagerjahren dreimal in Folge Kunstpreise der Zeitschrift The Youth's Companion, was seine künstlerische Laufbahn förderte. 1879 zog er nach Cleveland, wo er bei De Scott Evans lernte. Er begann als Porträt- und Landschaftsmaler zu arbeiten. 1883 setzte er sein Studium an der Art Students League of New York fort und war dort um 1892 Schüler von William Merritt Chase an der Shinnecock Hills Summer School. 1894 ging er nach Paris, um an der Académie Julian bei Jean-Joseph Benjamin-Constant und Giovanni Boldini zu studieren. Er stellte am Salon Champs-de-Mars aus. 1895 reiste er mit William Merritt Chase nach Spanien und Algerien, was zu seinen bekanntesten orientalistischen Werken führte. Nach seiner Rückkehr hielt er Ausstellungen in Philadelphia, Boston und Chicago ab und wurde Mitglied der Society of American Artists sowie der National Academy of Design. Er war zudem Teil der Silvermine Art Colony in Connecticut. Addison Thomas Millar und seine Ehefrau kamen ums Leben, als ein Expresszug ihr Auto in South Norwalk rammte.

## Werk

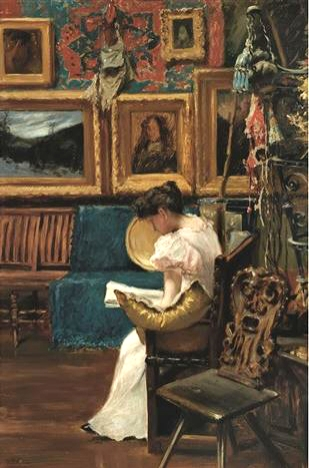
Addison Thomas Millar: Alice Chase, in her husband's studio

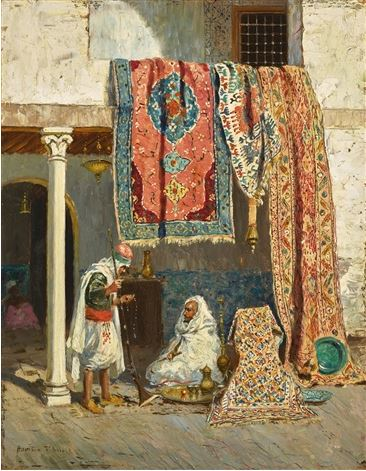
Addison Thomas Millar: The Carpet Seller

Addison Millar malte Landschaften, Porträts, Genreszenen und Stillleben. Insbesondere sind seine Orientdarstellungen bekannt. Der Stil des Künstlers ist als eine Synthese realistischen Darstellungsstils und impressionistischer Einflüsse zu charakterisieren. Seine künstlerische Entwicklung wurde maßgeblich durch seine Ausbildung bei W. M. Chase und G. Boldini sowie durch seine Reisen nach Europa und Nordafrika geprägt. In seinen Arbeiten zeigt sich ein geübter Umgang mit Licht, Textur- und Farbdarstellung, insbesondere in orientalischen Innenräumen mit Teppichen und Figuren. Werke von ihm befinden sich in den Sammlungen des Smithsonian American Art Museum, des Detroit Institute of Arts, der Library of Congress, der New York Public Library, der Rhode Island School of Design und des Boston Museum of Fine Arts.